# Yvon Gourmelon
 (août 2025).
Si vous disposez d'ouvrages ou d'articles de référence ou si vous connaissez des sites web de qualité traitant du thème abordé ici, merci de compléter l'article en donnant les références utiles à sa vérifiabilité et en les liant à la section « Notes et références ».
Pour les articles homonymes, voir Gourmelon.
Yvon Gourmelon (qui signe Yann Gerven), né à Plougastel-Daoulas en 1946 est un romancier français de langue bretonne.
Il a reçu le Priz Langleiz (Prix Xavier de Langlais) en 1986.

## Biographie

### Carrière
Il est installé dans la région de Callac depuis les années 1970 et vit actuellement à Bulat-Pestivien. Professeur de mathématiques, il a également assuré des cours de breton durant une quinzaine d'années au lycée Pavie de Guingamp où il enseignait. Il est à la retraite depuis juillet 2006. 

## Recueils de nouvelles
- C'hwec'h kontadenn e brezhoneg aes ha bew, Skol Vreizh, 1978
- Ifern yen ha merc'hed klouar, Al Liamm, 1995
- Plac'hedigoù o ler rous, Al Liamm, 1995
- Cheeseburger ha Yod Silet, Al Liamm, 2009
- Traoù nevez, Skol Vreizh, 2013 : prix Sten Kidna 2014

## Romans
- Brestiz o vreskenn, Al Liamm, 1986
- Ar gañfarted hag al louarn kamm, An Here, 1989
- Bouklet ha minellet, Al Liamm, 1990
- Liv ruz an hesk, Keit Vimp Bev 2002
- War un ton laou, Skol Vreizh, 2003
- Ar c'hrashoù, Keit Vimp Bev, 2007
- Tonkad kriz Tom Bruise, Al Liamm, 2007
- Ar Grec'hmitouarn, Keit Vimp Bev, 2008
- Maen Rannou, Keit Vimp Bev, 2009